# Hanny van den Horst
Hanny van den Horst, geboren als Hanny de Both (Groningen, 1924 – Amstelveen, 3 april 2008) was een Nederlandse journaliste.

## Leven en werk
Van den Horst begon in 1946 te werken voor het Nederlandse tijdschrift Margriet. Ze schreef voor dit blad reisreportages, waarin ze als "reizende huisvrouw" verslag deed van het dagelijkse gezinsleven in onder andere Japan, Afrika en Indonesië. Van 1972 tot 1980 was ze de eerste vrouwelijke hoofdredacteur van het blad. Al werd dit niet door iedereen gewaardeerd ("Je stoot mannen het brood uit de mond", kreeg ze te horen), onder haar leiding bereikte de Margriet in 1978 een oplage van 720.000 exemplaren. Van 1983 tot 1984 was ze waarnemend hoofdredacteur van het Nederlandse tijdschrift Viva.

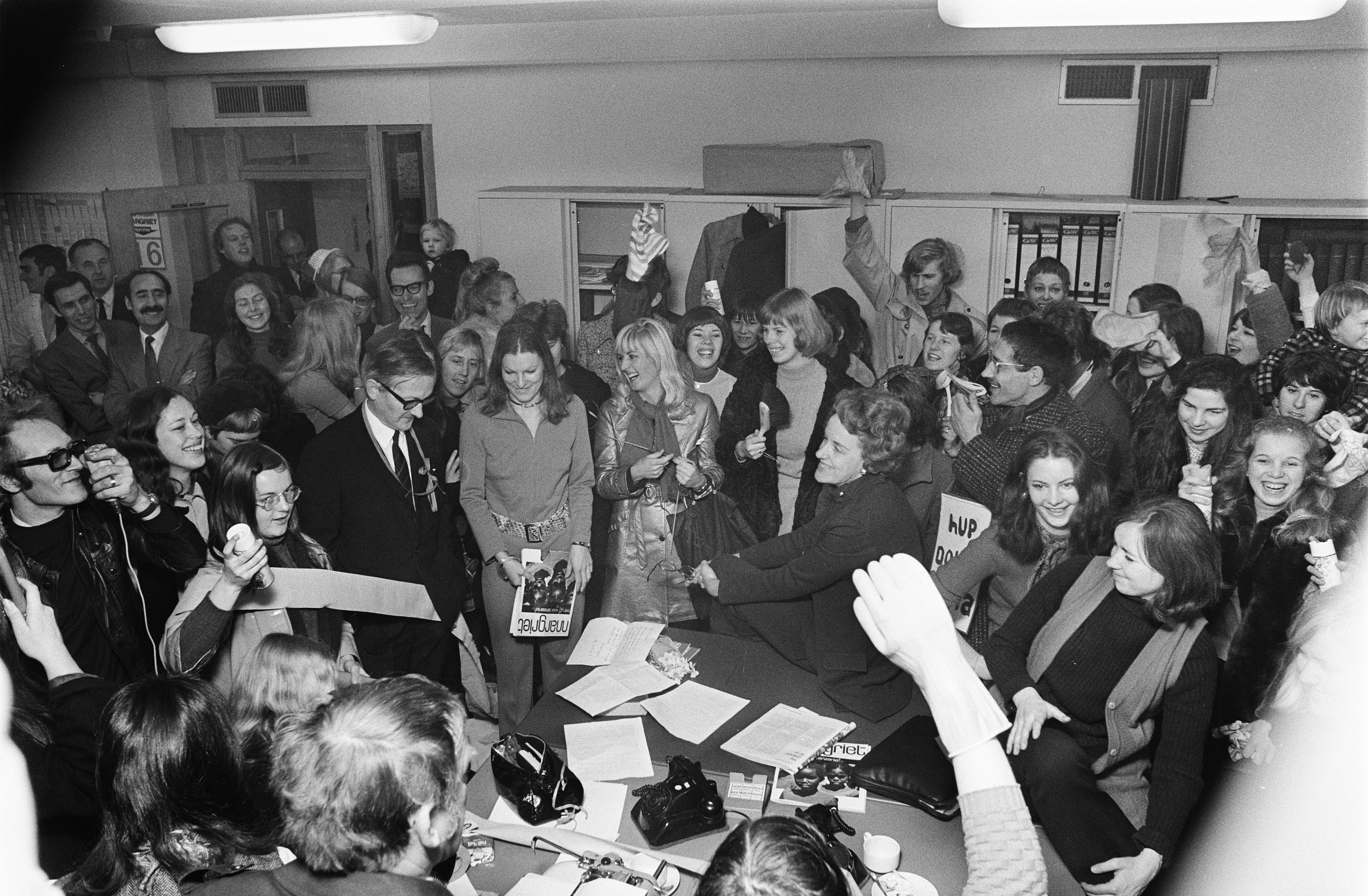
Dolle Mina op bezoek bij Margriet (1970). Op tafel: Van den Horst

Van den Horst had een voorname rol in de vrouwenemancipatie. Ze besteedde aandacht aan toenmalige taboes als anticonceptie. Door het tijdschrift Elsevier werd ze in 1998 naast Aletta Jacobs, Koningin Wilhelmina en Mata Hari geplaatst in een top-50 van vrouwen die de twintigste eeuw maakten.
Hanny van den Horst was tevens bestuurslid van het Genootschap Onze Taal.

## Publicaties
- 1985: De ambitieuze vrouw: je baan, de weg omhoog, leiding geven, werken met mannen, de weerstand en het leuke van ambitie en succes (ISBN 90-10-05545-0)
- 1994: Dicht bij later: een meer dan informatief boek voor vijftigplussers (ISBN 90-257-2699-2)